# Південна Корея на зимових Олімпійських іграх 1994
Республіка Корея брала участь у Зимових Олімпійських іграх 1994 року в Ліллехамері (Норвегія) у дванадцятий раз за свою історію, і здобула одну бронзову, одну срібну та чотири золоті медалі. Збірну країни представляв 21 спортсмен, зокрема 10 жінок. Усі медалі корейці вибороли виключно у шорт-треку.

## Золото
- Шорт-трек, чоловіки, 500 метрів - Чхе Джі Хун.
- Шорт-трек, чоловіки, 1000 метрів - Кім Кі Хун.
- Шорт-трек, жінки, 1000 метрів - Чон Лі Гьон.
- Шорт-трек, жінки, 3000 метрів, естафета - Чон Лі Гьон, Кім Со Хі, Кім Юн Мі, Вон Х'є Гьон.

## Срібло
- Шорт-трек, чоловіки, 1000 метрів - Чхе Джі Хун.

## Бронза
- Шорт-трек, жінки, 1000 метрів – Кім Со Хі.

## Команда
| Вид спорту          | Чоловіки | Жінки | Всього |
| ------------------- | -------- | ----- | ------ |
| Гірські лижі        | 1        | 0     | 1      |
| Лижні перегони      | 2        | 0     | 2      |
| Фігурне катання     | 1        | 1     | 2      |
| Шорт-трек           | 3        | 4     | 7      |
| Ковзанярський спорт | 4        | 5     | 9      |
| Всього              | 11       | 10    | 21     |